# Chak Kashipur
Chak Kashipur é uma vila no distrito de South 24 Parganas, no estado indiano de Bengala Ocidental.

## Demografia
Segundo o censo de 2001, Chak Kashipur tinha uma população de 11 155 habitantes. Os indivíduos do sexo masculino constituem 55% da população e os do sexo feminino 45%. Chak Kashipur tem uma taxa de literacia de 65%, superior à média nacional de 59,5%; a literacia no sexo masculino é de 72% e no sexo feminino é de 56%. 13% da população está abaixo dos 6 anos de idade.